# Novooleksiivka, Sînelnîkove
Novooleksiivka (în ucraineană Новоолексіївка) este un sat în comuna Vilne din raionul Sînelnîkove, regiunea Dnipropetrovsk, Ucraina.

## Demografie
Componența lingvistică a localității Novooleksiivka
     Ucraineană (86,46%)
     Rusă (11,46%)
Conform recensământului din 2001, majoritatea populației localității Novooleksiivka era vorbitoare de ucraineană (86,46%), existând în minoritate și vorbitori de rusă (11,46%) și armeană (2,08%).